# Danh sách di sản văn hóa Tây Ban Nha được quan tâm ở hạt Cerdanya (tỉnh Girona)
Danh sách di sản văn hóa Tây Ban Nha được quan tâm ở hạt Cerdanya (tỉnh Girona).

## Di tích theo thành phố

### A

#### Alp
| Tên                    | Dạng            | Địa điểm | Tọa độ                                        | Số hồ sơ tham khảo? | Ngày nhận danh hiệu? | Hình ảnh                    |
| ---------------------- | --------------- | -------- | --------------------------------------------- | ------------------- | -------------------- | --------------------------- |
| Torrassa               | Di tích         | Alp      | 42°20′59″B 1°56′39″Đ / 42,349686°B 1,944039°Đ | RI-51-0005788       | 08-11-1988           | Upload image                |
| Lâu đài Tháp Río (Alp) | Di tích Lâu đài | Alp      | 42°22′19″B 1°53′53″Đ / 42,371822°B 1,897956°Đ | RI-51-0005787       | 08-11-1988           | Torre de Riu · Upload image |

### B

#### Bolvir
| Tên             | Dạng            | Địa điểm | Tọa độ                                        | Số hồ sơ tham khảo? | Ngày nhận danh hiệu? | Hình ảnh                           |
| --------------- | --------------- | -------- | --------------------------------------------- | ------------------- | -------------------- | ---------------------------------- |
| Pháo đài Bolvir | Di tích Lâu đài | Bolvir   | 42°25′21″B 1°52′58″Đ / 42,422481°B 1,882778°Đ | RI-51-0005817       | 08-11-1988           | Fortaleza de Bolvir · Upload image |

### D

#### Das
| Tên      | Dạng                                            | Địa điểm | Tọa độ                                        | Số hồ sơ tham khảo? | Ngày nhận danh hiệu? | Hình ảnh                    |
| -------- | ----------------------------------------------- | -------- | --------------------------------------------- | ------------------- | -------------------- | --------------------------- |
| Tháp Das | Di tích Kiến trúc phòng thủ Thời gian: Trung Cổ | Das      | 42°21′36″B 1°52′01″Đ / 42,359903°B 1,866807°Đ | RI-51-0005886       | 08-11-1988           | Torre de Das · Upload image |

### L

#### Llívia(Llivia)
| Tên                                                                  | Dạng                 | Địa điểm | Tọa độ                                        | Số hồ sơ tham khảo? | Ngày nhận danh hiệu? | Hình ảnh                                                |
| -------------------------------------------------------------------- | -------------------- | -------- | --------------------------------------------- | ------------------- | -------------------- | ------------------------------------------------------- |
| Lâu đài Llivia                                                       | Di tích Lâu đài      | Llivia   | 42°28′04″B 1°59′10″Đ / 42,467668°B 1,986166°Đ | RI-51-0005940       | 08-11-1988           | Castillo de Llivia · Upload image                       |
| Nhà thờ Nuestra Señora Ángeles (Llivia) (Nhà thờ pháo đài và torres) | Di tích Lâu đài      | Llivia   | 42°27′55″B 1°58′55″Đ / 42,465208°B 1,981891°Đ | RI-51-0005942       | 08-11-1988           | Iglesia de Nuestra Señora de los Ángeles · Upload image |
| Tháp Bernat So                                                       | Di tích Tháp         | Llivia   | 42°27′54″B 1°58′56″Đ / 42,464965°B 1,982162°Đ | RI-51-0005941       | 08-11-1988           | Torre de Bernat de So · Upload image                    |
| Llívia                                                               | Khu phức hợp lịch sử | Llivia   | 42°27′52″B 1°58′50″Đ / 42,464396°B 1,980683°Đ | RI-53-0000098       | 27-06-1968           | Villa de Llivia · Upload image                          |

### M

#### Maranges(Meranges)
| Tên                                                          | Dạng            | Địa điểm | Tọa độ                                        | Số hồ sơ tham khảo? | Ngày nhận danh hiệu? | Hình ảnh                                      |
| ------------------------------------------------------------ | --------------- | -------- | --------------------------------------------- | ------------------- | -------------------- | --------------------------------------------- |
| Lâu đài Maranges                                             | Di tích Lâu đài | Maranges | 42°27′09″B 1°47′07″Đ / 42,452582°B 1,785319°Đ | RI-51-0005957       | 08-11-1988           | Upload image                                  |
| Nhà thờ Sant Serni Meranges (Delimitación entorno 11-7-1995) | Di tích Nhà thờ | Maranges | 42°26′47″B 1°47′13″Đ / 42,446317°B 1,786884°Đ | RI-51-0004274       | 22-03-1978           | Templo Parroquial de San Serni · Upload image |

### P

#### Puigcerdá(Puigcerdà)
| Tên                          | Dạng                | Địa điểm  | Tọa độ                                        | Số hồ sơ tham khảo? | Ngày nhận danh hiệu? | Hình ảnh                                       |
| ---------------------------- | ------------------- | --------- | --------------------------------------------- | ------------------- | -------------------- | ---------------------------------------------- |
| Recinto Amurallado Puigcerdá | Di tích Tường thành | Puigcerdá | 42°26′07″B 1°55′27″Đ / 42,435315°B 1,924208°Đ | RI-51-0006043       | 08-11-1988           | Recinto Amurallado de Puigcerdá · Upload image |

### U

#### Urús
| Tên                               | Dạng            | Địa điểm | Tọa độ                                        | Số hồ sơ tham khảo? | Ngày nhận danh hiệu? | Hình ảnh     |
| --------------------------------- | --------------- | -------- | --------------------------------------------- | ------------------- | -------------------- | ------------ |
| Fortificación Prisión (Puig Grús) | Di tích Lâu đài | Urús     | 42°20′30″B 1°50′32″Đ / 42,341629°B 1,842307°Đ | RI-51-0006143       | 08-11-1988           | Upload image |